# Regain Records
Regain Records est un label indépendant suédois de heavy metal, basé à Hjärup, actif entre 1997 et 2011.

## Histoire
Regain Records est fondé en 1997 par Peter Gyllenbäck, à partir des restes de la maison de disques Wrong Again Records, qui a cessé de publier des albums au début de l'année. Wrong Again Records avait signé des groupes comme In Flames, Cryptopsy et Arch Enemy.
Les premières sorties ont lieu fin 1997 avec les disques High in Blood de Deranged et Amorous Anathema d'Embraced. Les deux premières années n'ont cependant pas été faciles pour le label en raison de canaux de distribution déficients. Ce n'est qu'avec la réédition des deux premiers albums d'In Flames, Lunar Strain et Subterranean, et la collaboration en 1999 avec le groupe de black metal Marduk, que le succès est au rendez-vous.
Regain Records sera depuis considéré comme l'un des labels leaders dans le domaine du metal extrême, ayant sous contrat les groupes les plus importants de leurs genres respectifs, comme Grave et Dismember dans le domaine du death metal ou Gorgoroth et Dark Funeral dans le genre du black metal. En Allemagne, les publications du label étaient mises sur le marché par le biais de la distribution de Sony Music et Soulfood.
En 2008, le label est impliqué dans une bataille juridique avec Gorgoroth concernant leur album live sorti cette même année.

## Groupes et artistes
Ils incluent notamment (actuels et anciens) : Arckanum (2010), Astaroth, Behemoth, Dark Funeral (jusqu'en 2011), Death SS, Defleshed, Dismember, Enthroned, Gorgoroth, Marduk, Mustasch, Necronaut (2010), Necrophobic, Overkill, Ragnarok (jusqu'en 2011), Samael, Setherial, et Vader.